# Търлиско евангелие
Търлиското евангелие е книга, български превод на неделното евангелие, написан с гръцки букви през 1861 година в източномакедонското българско село Търлис, днес в Гърция. Автор на превода е учителят Димитър Стоилов. Преведено на местен неврокопски говор, Евангелието е важен източник за историята на българския език. Издадено е в 1920 година от българския учен Йордан Иванов.

## Описание
Ръкописът се пази в Университетската библиотека „Св. Климент Охридски“. Съдържа 236 страници с големина 20 на 30 cm. На страници 233 - 236 има съдържание озаглавено на гръцки „Ο πίναξ των περιεχομένων της βίβλιου ταύτης. Ευαγγέλια κυριακοδρόμια“ с всички евангелски заглавия и страниците според пагинацията.
На страница 231 има текст на гръцки, обозначаващ автора на превода - учителя Димитър Стоилов от Търлис, както и датата септември 1861 година:
| „ | Διά χειρός του Δημητρίου Στοιλήδου, παιδαγογού εκ κωμής Ταρληφζίου εν έτησιν 1861, Σεπτεμβρίου. От ръцете на Димитър Стоилов, педагог от село Търлис в годината 1861, септември. | “ |

Съдейки по това, че всички заглавия и подзаглавия на текста са на гръцки, авторът очевидно владее добре гръцкия език и е вероятно той да е преводач, а не преписвач на по-стар превод. Към това води и фактът на употребата на неврокопското наречие.
- Страница 46
- Страница 80
- Страница 231